# 清水政勝
清水 政勝（しみず まさかつ）は、戦国時代の武将。後北条氏の家臣で、晩年は福井藩士となった。通称は新七郎、のち太郎左衛門。

## 来歴
後北条氏の家臣で伊豆国の住人である清水康英の次男。兄に新七郎がいたが、永禄12年（1569年）蒲原城の戦いで武田氏と戦って戦没していたため、その後は嫡男であった。通称の新七郎が兄と同じくするのは、嫡子の位を継承したためと推測されている。
永禄11年（1568年）今川氏救援のために父や兄とともに駿河方面へ出陣。元亀3年（1572年）武田氏の徳川領侵攻に際して大藤秀信とともに援軍として武田軍に参加。三方ヶ原の戦いにも参戦し、徳川軍の武将の首を素手でねじ折って「ねじ首太郎左衛門」と呼ばれたという（『北条五代記』）。兄と同じく長久保城将を務めたが、後に上野国方面へ転戦し、天正12年（1584年）館林城の長尾顕長を、天正14年（1586年）壬生城の壬生義雄を攻撃しており、天正15年（1587年）には新田金山城に配されて513貫を領した。だが同年の内に駿河国へ戻って葛山・長久保を領し、貫高も7,474貫に加増されている。
天正18年（1590年）小田原征伐では北条軍の武将として出陣。小田原城に籠城して徳川家臣・阿部正吉とその配下の戸沢善右衛門と激戦を繰り広げるなど勇戦して北条氏政に激賞されたという。
北条氏が滅亡すると浪人したが、慶長5年（1600年）結城秀康に招かれて下総国に300石を与えられ、その家臣となった。その時、年齢は60歳ほどであったという。慶長6年（1601年）岩上朝吉ら武勇に優れた諸士とともに、大野城に入って土屋正明に属した。石高は1,025石で、さらに与力分として1,800石が与えられていたという。慶長9年（1604年）子の直英に家督を譲って隠居。隠居領として100石が与えられた。

## 逸話
前述の「ねじ首太郎左衛門」のように、三浦浄心『北条五代記』に、怪力の武将としての逸話を遺している。
- 「甲州黒」という1日に大豆1斗を平らげる馬を所持していたが、この馬は厩から出すにしても中間が6、7人協力してやっとという悪馬であった。だが政勝はこの馬に騎乗した際、跨る時の力があまりにも強かったため、股で馬の胴を締め上げてしまい、馬は血を吐いて死んでしまった（『小田原北条記』巻七）。
- 北条氏直の前でその怪力を披露したが、その際、鹿の角を一手に持って引き裂いた（『小田原北条記』巻七[2]）。
- 「岩手月毛」という陸奥国産の名馬[3]を持っていたが、重鎧に指物を差したままその馬に騎乗し、長久保から鷲頭山までの5里あまりの道を往復した。

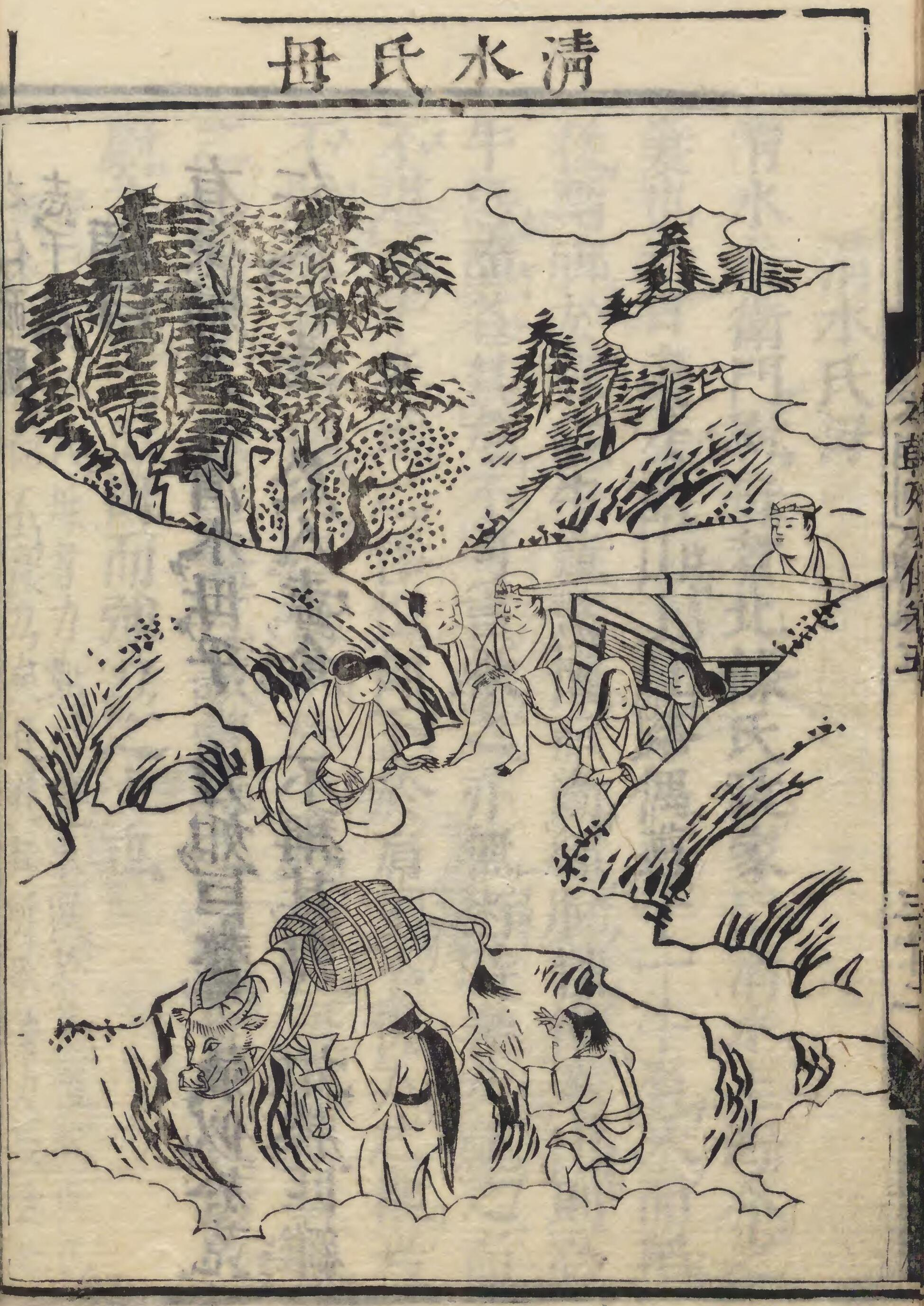
全像本朝古今列女伝

- 若い頃はその大力に頼って傲慢な性格でよく放蕩していたが、生母が故事を引用しつつそれを窘めた。これを聞いて深く反省した政勝は、以後兵法書を熟読するなどして智謀を兼ね備えた武将となったという。なおその政勝の生母（清水康英の妻、相模国の人）も怪力で知られ、崖から落ちかけている牛を一人で抱え上げて救出したという逸話を持っている（『小田原北条記』巻七[4]）。